# Les Aventures de Vilar
Pour plus de détails, voir Fiche technique et Distribution.
Les Aventures de Vilar (Οι περιπέτειες του Βιλλάρ, I Peripéties tou Villar) est un film grec réalisé par Joseph Hepp et Nicolas Sfakianakis et sorti en 1927.
Les Aventures de Vilar est le premier film de fiction grecque à avoir été restauré par la cinémathèque grecque. Il est ainsi le film grec le plus ancien à être conservé dans son intégralité.

## Synopsis
Vilar est engagé par une entreprise de nettoyage à sec d'Athènes. Le film est ensuite une série de sketches burlesques improvisée par Vilar dans l'Athènes contemporaine des années 1920.

## Fiche technique
- Titre : Les Aventures de Vilar
- Titre original : Οι περιπέτειες του Βιλλάρ (I Peripéties tou Villar)
- Réalisation : Joseph Hepp et Nicolas Sfakianakis (Vilar)
- Scénario : Nicolas Sfakianakis (Vilar)
- Société de production : Pallas Film
- Production : Dímos Vratsános
- Directeur de la photographie : Joseph Hepp
- Pays d'origine : Grèce
- Genre : comédie burlesque
- Format  : noir et blanc, muet
- Durée : 25 minutes
- Date de sortie : 1927

## Distribution
- Nicolas Sfakianakis (Vilar)
- Nitsa Filosofou